# Prix Charles-Schuchert
Le prix Charles-Schuchert est remis par le Paleontological Society à une personne de moins de 40 ans pour son travail remarquable dans le domaine de la paléontologie.
Charles Schuchert (1858 – 1942) était un paléontologue américain spécialistes des invertébrés.
| Année | Destinataire       |
| ----- | ------------------ |
| 2017  | Caroline Strömberg |
| 2016  | Alycia Stigall     |
| 2015  | Jonathan Payne     |
| 2014  | Shanan Peters      |
| 2013  | Bridget Wade       |
| 2012  | Gene Hunt          |
| 2011  | C. Kevin Boyce     |
| 2010  | Philip Donoghue    |
| 2009  | Tom Olszewski      |
| 2008  | Michael Engel      |
| 2007  | Jean Alroy         |
| 2006  | Shuhai Xiao        |
| 2005  | Michal Kowalewski  |
| 2004  | Peter J. Wagner    |
| 2003  | Steven M. Hollande |
| 2002  | Bruce Lieberman    |
| 2001  | Loren E. Babcock   |
| 2000  | Michael J. Foote   |

| Année | Destinataire                         |
| ----- | ------------------------------------ |
| 1999  | Charles R. Marshall                  |
| 1998  | Paul L. Koch                         |
| 1997  | Marie L. Droser                      |
| 1996  | Douglas H. Erwin                     |
| 1995  | Susan M. Kidwell                     |
| 1994  | Christopher G. Érables               |
| 1993  | Peter R. Grue                        |
| 1992  | Stephen J. Culver                    |
| 1991  | Donald R. Prothero                   |
| 1990  | William I. Ausich & Carlton E. Brett |
| 1989  | Simon Conway Morris                  |
| 1988  | David Jablonski                      |
| 1987  | Andrew H. Knoll                      |
| 1986  | John A. Barron                       |
| 1985  | Jennifer A. Kitchell                 |
| 1984  | Daniel C. Fisher                     |
| 1983  | J. Jean Sepkoski, Jr                 |
| 1982  | James Saupoudrer                     |
| 1981  | Philip D. Gingerich                  |
| 1980  | James Doyle                          |
| 1979  | R. Niles Eldredge                    |
| 1978  | Robert L. Carroll                    |
| 1977  | Steven M. Stanley                    |
| 1976  | Thomas J. M. Schopf                  |
| 1975  | Stephen Jay Gould                    |
| 1974  | James W. Schopf                      |
| 1973  | David M. Raup                        |